# Yoncq
Pour les articles homonymes, voir Yoncq (homonymie).
Yoncq est une commune française située dans le département des Ardennes, en région Grand Est.

## Géographie
| Raucourt-et-Flaba | Autrecourt-et-Pourron | Mouzon |
| La Besace         | Yoncq                 |        |
|                   | Beaumont-en-Argonne   |        |

### Hydrographie
La commune est dans le bassin versant de la Meuse au sein du bassin Rhin-Meuse. Elle est drainée par le ruisseau de Yoncq et le ruisseau Godet,.
Le ruisseau de Yoncq, d'une longueur de 17 km, prend sa source dans la commune de Saint-Pierremont et se jette  dans la Meuse à Mouzon, après avoir traversé six communes. 

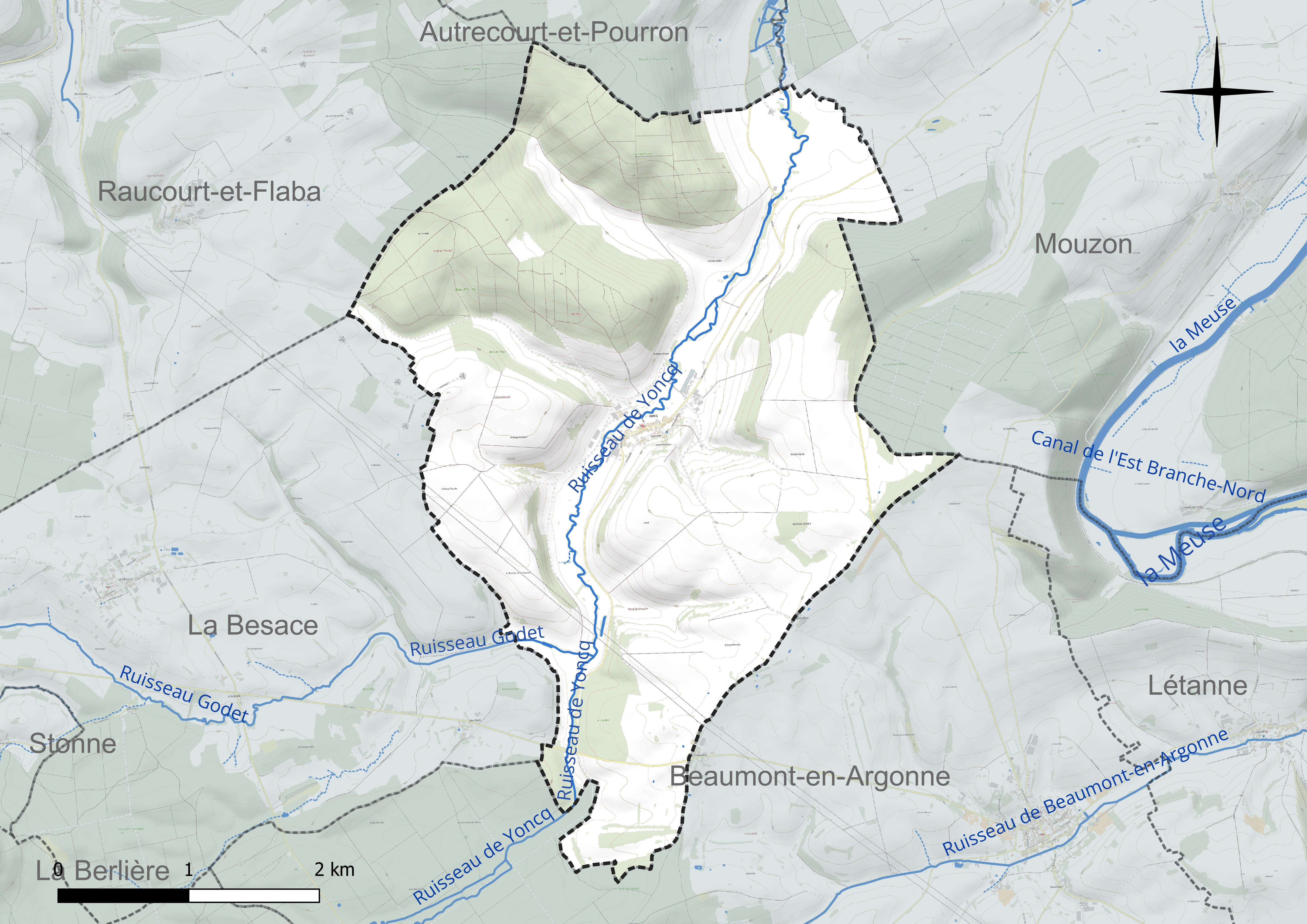
Réseau hydrographique d'Yoncq.

### Climat
Pour des articles plus généraux, voir Climat du Grand Est et Climat des Ardennes.
En 2010, le climat de la commune est de type climat de montagne, selon une étude du Centre national de la recherche scientifique s'appuyant sur une série de données couvrant la période 1971-2000. En 2020, Météo-France publie une typologie des climats de la France métropolitaine dans laquelle la commune est exposée à un climat océanique altéré et est dans la région climatique  Lorraine, plateau de Langres, Morvan, caractérisée par un hiver rude (1,5 °C), des vents modérés et des brouillards fréquents en automne et hiver. 
Pour la période 1971-2000, la température annuelle moyenne est de 9,8 °C, avec une amplitude thermique annuelle de 16,2 °C. Le cumul annuel moyen de précipitations est de 973 mm, avec 13,9 jours de précipitations en janvier et 9,6 jours en juillet. Pour la période 1991-2020, la température moyenne annuelle observée sur la station météorologique de Météo-France la plus proche, « Douzy », sur la commune de Douzy à 12 km à vol d'oiseau, est de 10,5 °C et le cumul annuel moyen de précipitations est de 857,0 mm. 
La température maximale relevée sur cette station est de 40,3 °C, atteinte le 25 juillet 2019 ; la température minimale est de −14,8 °C, atteinte le 3 janvier 2004,,. 
Les paramètres climatiques de la commune ont été estimés pour le milieu du siècle (2041-2070) selon différents scénarios d'émission de gaz à effet de serre à partir des nouvelles projections climatiques de référence DRIAS-2020. Ils sont consultables sur un site dédié publié par Météo-France en novembre 2022.

## Urbanisme

### Typologie
Au 1er janvier 2024, Yoncq est catégorisée commune rurale à habitat dispersé, selon la nouvelle grille communale de densité à 7 niveaux définie par l'Insee en 2022.
Elle est située hors unité urbaine et hors attraction des villes,.

### Occupation des sols
L'occupation des sols de la commune, telle qu'elle ressort de la base de données européenne d’occupation biophysique des sols Corine Land Cover (CLC), est marquée par l'importance des territoires agricoles (67 % en 2018), une proportion sensiblement équivalente à celle de 1990 (66,6 %). La répartition détaillée en 2018 est la suivante : 
terres arables (36,1 %), forêts (31 %), prairies (30,8 %), zones urbanisées (2 %). L'évolution de l’occupation des sols de la commune et de ses infrastructures peut être observée sur les différentes représentations cartographiques du territoire : la carte de Cassini (XVIIIe siècle), la carte d'état-major (1820-1866) et les cartes ou photos aériennes de l'IGN pour la période actuelle (1950 à aujourd'hui).

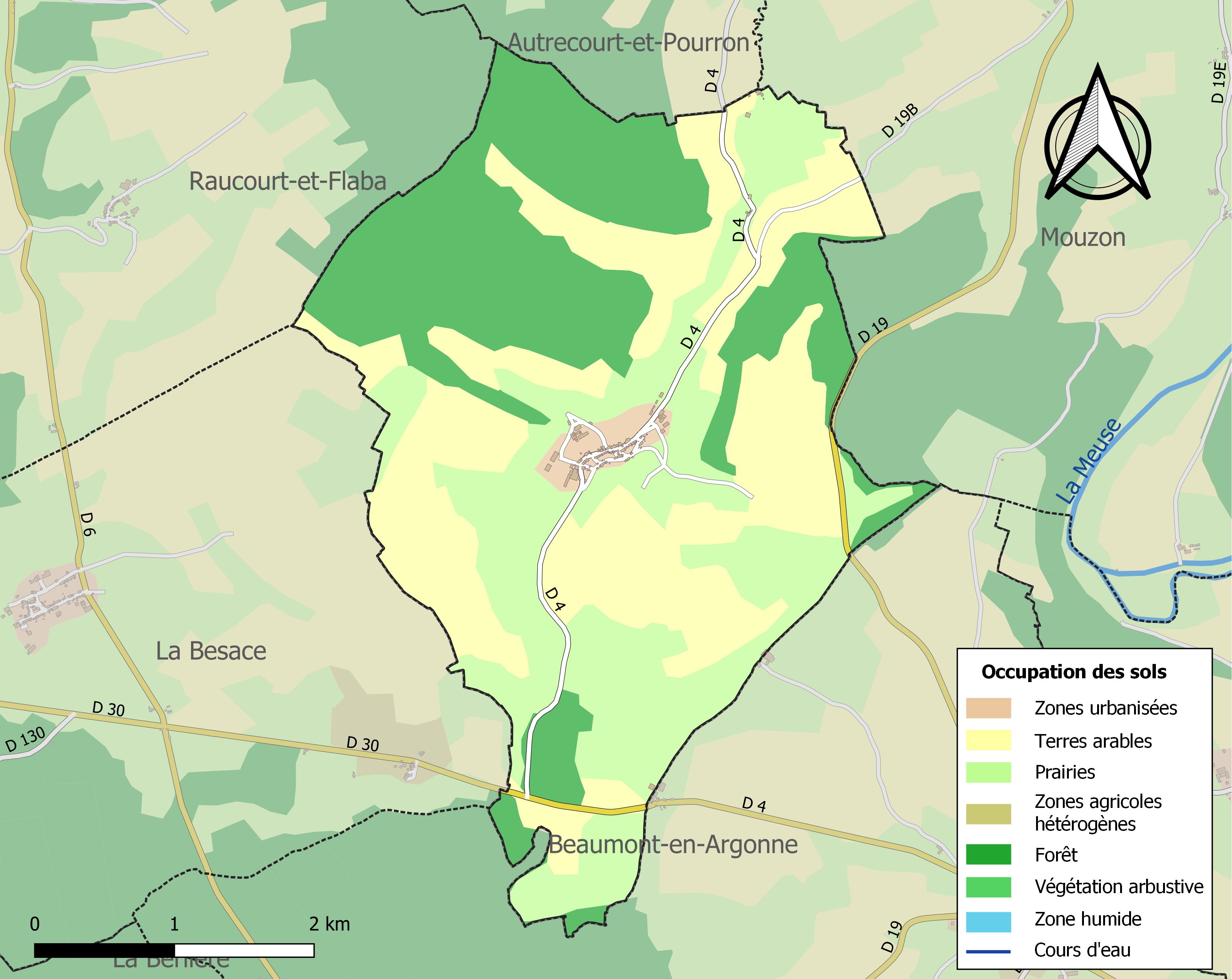
Carte des infrastructures et de l'occupation des sols de la commune en 2018 (CLC).

## Toponymie
La localité Yoncq a son toponyme identique à l'hydronyme de la rivière.

## Histoire

### Les combats de Yoncq
Le 28 août 1914 à 7 h 30, le 147e régiment d'infanterie de ligne de Sedan revenant de la bataille des frontières en Belgique, attaque les Allemands qui occupent déjà le village. L'ennemi se défend d'abord par des tirs de mitrailleuses, puis vers 9 h par des tirs d'artillerie.
Ces tirs croisés font subir des pertes importantes au 147e. À 11 h, la 12e compagnie de réserve est lancée à son tour. Moins de quarante hommes parviennent aux abords des maisons. Le commandant est blessé. Les hommes se replient emmenant leur chef.
Un bataillon du 91e régiment d'infanterie est envoyé pour appuyer le 147e. Pour autant, à 14 h 30, sous l'intensité du feu de l'artillerie ennemie, l'ordre de repli est donné. Les éléments se regroupent sur la route Beaumont-en-Argonne/Stonne, ou au sud de cette route, une partie sur Warniforêt (hameau de la commune de La Besace, situé légèrement en hauteur, à 212 m d'altitude, sur la route Beaumont-en-Argonne/Stonne), et l'autre sur Sommauthe. À 15 h, le colonel reçoit l'ordre du général de la 4e division d'infanterie de tenir Warniforêt,.
Le 147e RI aurait perdu 715 hommes ce jour-là, soit le tiers du régiment[réf. nécessaire].

## Politique et administration
| Période                                  | Période                   | Identité                                                 | Étiquette | Qualité      |
| ---------------------------------------- | ------------------------- | -------------------------------------------------------- | --------- | ------------ |
| 1879                                     |                           | Bonnefoy                                                 |           | Maire        |
| mars 2001                                | En cours (au 25 mai 2020) | Marie-Pascale Ponsignon, Réélue pour le mandat 2020-2026 | DVD       | Agricultrice |
| Les données manquantes sont à compléter. |                           |                                                          |           |              |

## Démographie
L'évolution du nombre d'habitants est connue à travers les recensements de la population effectués dans la commune depuis 1793. Pour les communes de moins de 10 000 habitants, une enquête de recensement portant sur toute la population est réalisée tous les cinq ans, les populations de référence des années intermédiaires étant quant à elles estimées par interpolation ou extrapolation. Pour la commune, le premier recensement exhaustif entrant dans le cadre du nouveau dispositif a été réalisé en 2008.

En 2022, la commune comptait 85 habitants, en évolution de −20,56 % par rapport à 2016 (Ardennes : −2,97 %, France hors Mayotte : +2,11 %).
| 1793 | 1800 | 1806 | 1821 | 1831 | 1836 | 1841 | 1846 | 1851 |
| ---- | ---- | ---- | ---- | ---- | ---- | ---- | ---- | ---- |
| 340  | 392  | 396  | 338  | 380  | 398  | 431  | 399  | 407  |

| 1866 | 1872 | 1876 | 1881 | 1886 | 1891 | 1896 | 1901 | 1906 |
| ---- | ---- | ---- | ---- | ---- | ---- | ---- | ---- | ---- |
| 414  | 364  | 339  | 330  | 316  | 315  | 272  | 245  | 228  |

| 1911 | 1921 | 1926 | 1931 | 1936 | 1946 | 1954 | 1962 | 1968 |
| ---- | ---- | ---- | ---- | ---- | ---- | ---- | ---- | ---- |
| 198  | 170  | 154  | 146  | 155  | 140  | 163  | 163  | 161  |

| 1975 | 1982 | 1990 | 1999 | 2006 | 2008 | 2013 | 2018 | 2022 |
| ---- | ---- | ---- | ---- | ---- | ---- | ---- | ---- | ---- |
| 145  | 126  | 112  | 86   | 93   | 95   | 110  | 94   | 85   |

## Culture locale et patrimoine

### Lieux et monuments
- Église Saint-Rémi de Yoncq.

|  |  |

### Héraldique
| Armes de Yoncq | Les armes de Yoncq se blasonnent ainsi : De sinople au pairle d’argent accompagné en chef d’une roue de moulin d’or, au cerf contourné d’or courant, brochant en pointe sur le pairle. |